# 姚铣 (清朝)
姚铣（？—？），浙江仁和人，清朝政治人物。監生出身。
道光二十年，接替龔潤森。擔任江蘇荆溪縣知縣署。后由謝克一接任。曾于1840年接替钱燕桂任金山县知县一职，1840年由罗才懋接任。